# Châtelblanc
Châtelblanc è un comune francese di 114 abitanti situato nel dipartimento del Doubs nella regione della Borgogna-Franca Contea.
Il territorio comunale ospita la Croix de la Combille, croce di strada del XVI secolo, dichiarata Monumento storico di Francia nel 1989.

## Società

### Evoluzione demografica
Abitanti censiti